# No Se Ve
"No Se Ve" (estilizado como "No_se_ve.mp3") é uma canção da cantora argentina Emilia e da brasileira Ludmilla. Elas escreveram em colaboração com Duki e seu produtor Francisco Zecca. A música foi lançada em 3 de maio de 2023, pela WK Records, como o segundo single do segundo álbum de estúdio de Emilia, .MP3.

A revista americana Billboard nomeou "No Se Ve" como a 6ª melhor canção latina de 2023.

## Antecedentes e lançamento
Em 1 de maio de 2023, Emilia postou uma foto misteriosa em suas redes sociais, dando a entender que o anúncio de uma nova música estava breve. Um dia depois, e um dia antes do lançamento da música, o anúncio oficial foi postado com uma prévia do videoclipe.
O videoclipe da música foi lançado exclusivamente no Instagram Reels por dois dias antes de seu lançamento no YouTube, sendo as primeiras artistas a fazê-lo. Horas após o lançamento, a canção alcançou o primeiro lugar na parada de canções do iTunes no Brasil, sendo a primeira canção da cantora argentina a conquistá-lo.

## Apresentações ao vivo
As cantoras performaram a música na edição inaugural da Billboard Latin Women in Music.

## Prêmios e indicações
| Ano  | Premiação          | Categoria                 | Resultado | Ref.  |
| ---- | ------------------ | ------------------------- | --------- | ----- |
| 2023 | LOS40 Music Awards | Melhor Colaboração Latina | Venceu    | [ 8 ] |

## Desempenho comercial
| Tabela musical (2023)              | Melhor posição |
| ---------------------------------- | -------------- |
| Argentina Hot 100 (Billboard)      | 5              |
| Argentina (Monitor Latino)         | 9              |
| Brasil Airplay (Top 100 Brasil)    | 77             |
| Brasil Airplay (Pop Internacional) | 6              |
| Brasil Airplay (Top 10 Latino)     | 1              |
| Chile (Monitor Latino)             | 5              |
| Ecuador (Monitor Latino)           | 1              |
| Espanha (PROMUSICAE)               | 13             |
| Global Excl. US (Billboard)        | 158            |
| Uruguai (Monitor Latino)           | 3              |
| Uruguai (CUD)                      | 4              |

## Certificações
| Região                                                        | Certificação  | Vendas   |
| ------------------------------------------------------------- | ------------- | -------- |
| Brasil (Pro-Música Brasil)                                    | Ouro          | 20.000‡  |
| Espanha (PROMUSICAE)                                          | 2× Platina    | 120.000‡ |
| Estados Unidos (RIAA)                                         | Ouro (latina) | 30.000‡  |
| ‡vendas+valores de streaming baseados somente na certificação |               |          |